# Podocarpus celatus
Podocarpus celatus — вид хвойних рослин родини подокарпових.

## Поширення, екологія
Країни поширення: Болівія, Бразилія (Гояс, Мату-Гросу); Колумбія; Еквадор; Перу; Венесуела. Росте в тропічних вічнозелених низовинних і низькогірних лісах. Діапазон висот зразків: між 350 м і 1400 м над рівнем моря.

## Використання
Цей вид, безсумнівно, вирубується на деревину, бо він росте значною розміру і в доступних лісах. Використовується для загального будівництва, столярних виробів та меблів.

## Загрози та охорона
Хоча це поширений вид, лісозаготівля в передгір'ях і нижній частині Анд, безсумнівно, викликає зниження чисельності, що триває. У Бразилії цей вид зустрічається в порт. Chapada dos Veadeiros National Parkі ймовірно, зустрічається в інших охоронних територіях також.